# ニーズヘッグ

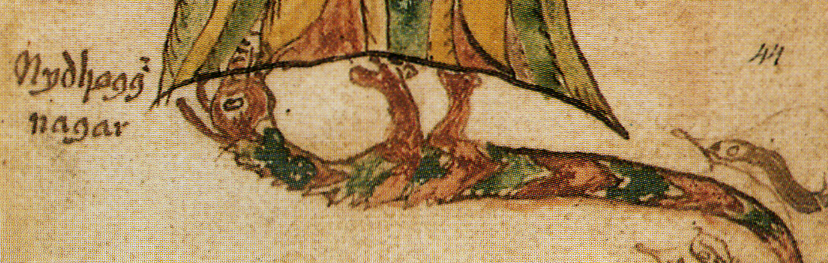
写本『AM 738 4to』に描かれたニーズヘッグ（一部を拡大）。

ニーズヘッグ（古ノルド語: Níðhǫggr; 語釈は「怒りに燃えてうずくまる者」など）は、北欧神話に登場するヘビ、またはドラゴンである。
『スノッリのエッダ』第一部『ギュルヴィたぶらかし』第15章によれば、ニーズヘッグはニヴルヘイムのフヴェルゲルミルの泉に多くのヘビと共に棲み、世界樹ユグドラシルの3つめの根を齧っている。その傍ら、『古エッダ』の『グリームニルの言葉』第55節によれば、リスのラタトスクを介して樹上の大鷲フレースヴェルグと罵り合っている。
さらに『古エッダ』の『巫女の予言』には、ニーズヘッグがナーストレンドで死者の血をすすることが書かれている。
なお、このヘビはラグナロクを生き延びるとされている。『巫女の予言』第66節には、終末の日に翼に死者を乗せて飛翔する黒きドラゴンとして登場する。

また、スノリはニーズヘッグは『散文のエッダ』の第二章において、蛇の呼称のひとつとして断定している。
ほかの「蛇」の呼称としては、ドラゴン、ファーヴニル、ヨルムンガンド、アダー、ニーズヘッグ、スネーク、ヴァイパー、ゴーイン、モーイン、グラフヴィトニル、グラヴァーク、オヴニル、スヴァヴニル、masked one（顔を隠せし者）がある。